# فهرست شهرهای اروپا
فهرست شهرهای بیش از صدهزار نفری اتحادیه اروپا بر اساس کشور:

## کشورهای مستقل
| - فهرست شهرهای آلبانی - فهرست شهرهای آندورا - فهرست شهرهای اتریش - فهرست شهرهای بلاروس - فهرست شهرهای بلژیک - فهرست شهرهای بوسنی و هرزگوین - فهرست شهرهای بلغارستان - فهرست شهرهای کرواسی - فهرست شهرهای قبرس - فهرست شهرهای جمهوری چک - فهرست شهرهای دانمارک - فهرست شهرهای استونی - فهرست شهرهای فنلاند - فهرست شهرهای فرانسه - فهرست شهرهای گرجستان - فهرست شهرهای آلمان - فهرست شهرهای یونان - فهرست شهرهای مجارستان - فهرست شهرهای ایسلند - فهرست شهرهای ایرلند - فهرست شهرهای ایتالیا - فهرست شهرهای قزاقستان - فهرست شهرهای کوزوو | - فهرست شهرهای لتونی - فهرست شهرهای لیختن اشتاین - فهرست شهرهای لیتوانی - فهرست شهرهای لوکزامبورگ - فهرست شهرهای جمهوری مقدونیه - فهرست شهرهای مالت - فهرست شهرهای مولداوی - فهرست شهرهای مونته‌نگرو - فهرست شهرهای هلند - فهرست شهرهای نروژ - فهرست شهرهای لهستان - فهرست شهرهای پرتغال - فهرست شهرهای رومانی - فهرست شهرهای روسیه - فهرست شهرهای سن مارینو - فهرست شهرهای صربستان - فهرست شهرهای اسلواکی - فهرست شهرهای اسلوونی - فهرست شهرها و روستاهای اسپانیا - فهرست شهرهای سوئد - فهرست شهرهای سوئیس - فهرست شهرهای ترکیه - فهرست شهرهای اوکراین - فهرست شهرهای بریتانیا |

## قلمروهای وابسته
- فهرست شهرهای جزیره من
- فهرست شهرهای جمهوری ترک قبرس شمالی
- فهرست شهرهای جمهوری آرتساخ
- فهرست شهر های جزیره بالکان